# 그루포 베르토네
그루포 베르토네(이탈리아어: Gruppo Bertone)는 일반적으로 베르토네(이탈리아어: Bertone)로 알려져 있으며 자동차 디자인, 코치빌더 및 자동차 제조를 전문으로 하는 이탈리아의 산업 디자인 회사이자 자동차 제조 회사이다.
베르토네는 이탈리아 북부의 그룰리아스코에 본사를 두고 있다. 그루포 베르토네는 1912년 조반니 베르토네에 의해 '카로체리아 베르토네'(Carrozzeria Bertone)라는 이름으로 설립되었다. 2차 세계대전 이후 조반니 베르토네의 아들이자 자동차 디자이너인 누치오 베르토네가 회사를 물려받았고, 제조를 담당하는 카로체리아(Carrozzeria)와 디자인을 담당하는 스틸레 베르토네(Stile Bertone)로 나뉘어지게 되었다. 2014년 회사가 파산하기 전까지는 누치오 베르토네의 과부인 릴리 베르토네(Lilli Bertone)가 이끌었다. 파산 당시 이 회사에는 약 100명의 직원이 있었다. 2014년에는 대부분의 직원이 일자리를 잃게 되었고 인수합병에도 참여하지 못했다. 파산 후 회사 내의 박물관에 있던 자동차들은 Automotoclub Storico Italiano와 볼란디아(Volandia) 등 다른 박물관으로 옮겨졌다.
파산 후, 베르토네라는 명칭은 한 건축가에게 인수되어 밀라노에 있는 소규모 외부 디자인 사무실인 베르토네 디자인으로 계속 운영되었다. 이 디자인 사무실에는 베르토네의 이전 직원 일부도 소속되었으며, 산업 디자인과 건축에 더 중점을 둔 사무소였다. 베르토네 디자인은 2016년 2분기에 AKKA 테크놀로지스 그룹에 매각되었는데, 이 회사는 이미 메르세데스-벤츠 테크놀로지스를 통해 자동차 디자인 사업을 하고 있었다. 이후 2020년에 AKKA 테크놀로지스 그룹은 베르토네 브랜드를 마우로 리치(Mauro Ricci)와 장프랑크 리치(Jean-Franck Ricci) 형제에게 매각했다. 그 후 이들은 2022년에 베르토네 브랜드를 부활시켰다. 한정판 차량 시리즈의 첫 번째 모델인 GB110은 2022년 12월에 선보였고, 2024년 6월에 공개되었다.

## 역사

### 초창기
조반니 베르토네는 28세의 나이에 토리노에서 마차 제조 사업을 시작했다. 그는 세 명의 노동자와 함께 마차를 만들었다. 1914년에 베르토네의 둘째 아들 주세페 베르토네(별명 "누치오")가 태어났다. 제1차 세계대전이 발발하자 조반니 베르토네는 회사를 폐쇄해야 했다. 1920년에 토리노의 몽제네브르 119 근처에 새로운 공장이 문을 열었다. 당시 급여를 받고 일하는 사람은 20명이었다. 1년 후, 회사는 SPA 23S 섀시를 기반으로 하는 어뢰형 차체에 대한 계약을 체결했다. 그 후 피아트의 "501 Sport Siluro Corsa"가 설계되었다.
1920년대에 조반니 베르토네는 Fast, 치리비리(Chiribiri), 아우레아(Aurea), SCAT, 디아토(Diatto) 등 다양한 자동차 제조업체 섀시의 차체 작업을 시작했다. 란차의 창립자인 빈첸초 란차는 그에게 "베르투노"(Bertunot)라는 별명을 붙여주었고, 그는 베르토네에게 "한정판 시리즈"를 위한 자동차 제작을 의뢰했다. 조반니 베르토네는 피아트와 란차, 이탈라, 디아토, S.P.A.를 위한 어뢰형과 세단(saloon)형 차체를 생산했다. 1928년형 안살도(Ansaldo) 6BS와 같은 스포츠 모델과 함께, 조반니 베르토네는 1924년에 피아트 505 리무진과 이탈라 51S와 같은 자동차도 디자인했다. 1928년에는 란차 람다 VIII 시리즈를 디자인했다. 1932년에 조반니는 1936년까지 생산된 란차 아르테나를 디자인했다. 1933년 조반니의 아들 누치오 베르토네는 공식적으로 베르토네에서 일하기 시작했다. 회사는 Corso Peschiera 225로 이전했다. 당시 베르토네 그룹은 직원 50명을 보유하고 있었다. 1934년에 베르토네는 피아트 527S Ardita 2500을 제작했다.
제2차 세계대전이 발발하자 베르토네는 군용 차량 제조로 전환하여 위기에 대응했다. 베르토네는 란차 아르테나를 기반으로 베르토네 구급차와 같은 차량을 만들었다. 피아트 2800 카브리올레의 섀시는 카레이서이자 자동차 저널리스트인 조반니 루라니 체르누스키(Giovanni Lurani Cernuschi)의 의뢰로 제작되었다. 또한 누치오 베르토네는 란차 아프릴리아 카브리올레, 피아트 1100 Stanguellini 경주용 자동차, 베를리네타 아에로디나미카 테크니카(Berlinetta Aerodinamica Tecnica, BAT) 컨셉트 카와 같은 자동차도 만들었다.

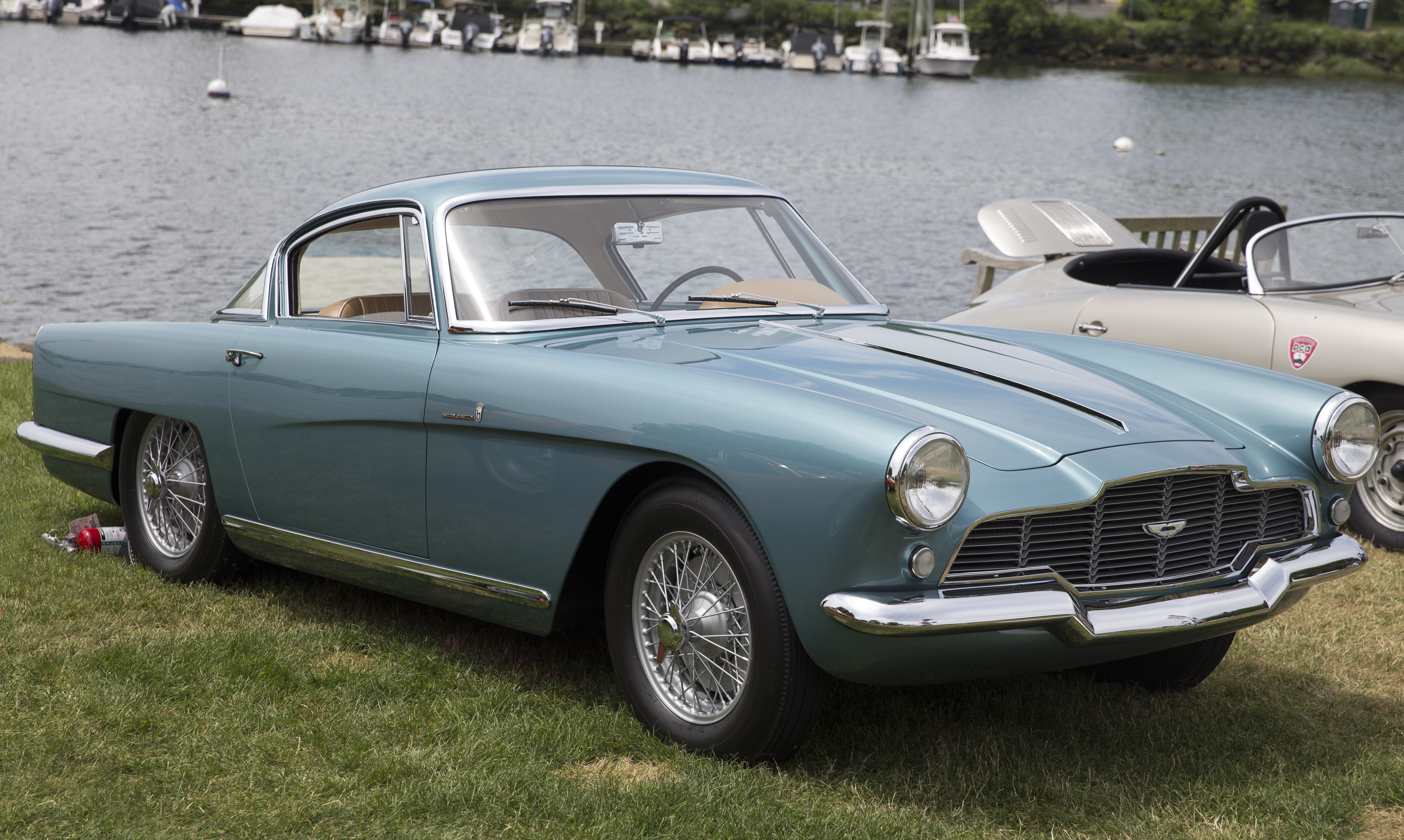
애스턴 마틴 DB2/4 베르토네 쿠페, 1954

1956년에 베르토네는 아바르트 750 레코드를 생산했다. 이 차는 피아트 600의 섀시를 기반으로 제작되었고 몬차의 고속 트랙에서 테스트되었다. 아바르트 750 레코드는 평균 시속 156.36km로 4,000킬로미터(2,500마일)를 주행하고 72시간 동안 10,125.26km를 주행하는 등 10개의 세계 신기록을 세웠다. 1957년에 베르토네는 회사를 확장하여 NSU 스포츠 프린츠를 생산하기 시작했다. 1959년에 550명의 인력으로 가동된 새로운 공장이 토리노도의 그룰리아스코에 건설되었다. 1950년대 말, 베르토네는 줄리에타 스프린트 스페시알레, 애스턴 마틴 DB2/4, 마세라티 3500 GT를 제작했다.

### 1960년대 ~ 1990년대
자동차 디자이너 조르제토 주지아로는 쿠페와 카브리올레 버전의 알파 로메오 2600 스프린트, 의뢰인의 이름을 따서 '왁스'라는 이름을 붙인 2대의 페라리 250 GT, 그리고 그가 개인적으로 사용하기 위해 만든 애스턴 마틴 DB4 GT '제트'와 마세라티 5000 GT 등 5GT 모델의 5가지 변형 모델을 선보였다. 동시에, 심카 1000 쿠페와 BMW 3200 CS 한정판 시리즈를 대상으로 두 가지 새로운 산업 파트너십이 체결되었다. "페라리나" 또는 "작은 페라리"(이 프로젝트는 엔초 페라리에서 시작됨)로 더욱 잘 알려진 ASA 1000 GT는 출시되자마자 상업적 실패를 겪었다. 이소 리볼타 GT 300, 이소 리볼타 GT 340 그리고 이소 그리포도 1960년대에 제작되었다. 조르제토 주지아로는 이소 그리포의 프로토타입 카브리올레와 A3C로 알려진 레이싱 버전을 디자인했다. 그리포가 출시된 시기는 누치오 베르토네가 1963년 제네바 모터쇼에 직접 운전해서 참가했던 쉐보레 테스투도가 출시된 시기이기도 했다. 그 다음 해에는 컨셉트 카인 알파 로메오 캥거루가 출시되었고, 1965년에는 알파 로메오 줄리아 GT가 출시되었다.
1965년, 베르토네는 피아트 850 스파이더를 출시했다. 이 모델의 상업적 성공으로 누치오 베르토네는 회사의 생산 능력을 하루 120대로 늘렸다. 1965년부터 1972년 사이에 약 14만 대가 생산되었는데, 그 중 대부분이 미국에 판매되었다. 베르토네는 피아트 850을 통해 1966년 13,000대였던 생산량을 1968년에는 거의 30,000대로 늘렸다.
1960년대 말, 베르토네는 페루치오 람보르기니와 파트너십을 맺었다. 파트너십 이후 출시된 첫 번째 차량은 당시 베르토네 소속의 자동차 디자이너 마르첼로 간디니가 디자인한 람보르기니 미우라였다. 미우라에 이어 1967년에는 컨셉트 카 마르잘이 출시되었으며, 1968년에는 마르잘과 재규어 피라냐에서 영감을 얻어 에스파다가 출시되었다. 에스파다로 초기 성공을 거둔 후, 마르첼로 간디니는 람보르기니 자라마와 람보르기니 우라코를 디자인했다. 1967년에는 두 쿠페 차량 알파 로메오 몬트리올과 피아트 디노 쿠페가 출시되었다. 1968년 파리 모터쇼에서 베르토네는 알파 33 섀시를 기반으로 한 알파 로메오 카라보 컨셉트카를 선보였다. 1970년까지 베르토네는 1,500명의 직원을 보유했고 그룰리아스코 공장은 267,000 제곱미터 (2,870,000 ft2)의 면적을 차지하고 있었다.
조반니 베르토네가 1972년에 사망하자 회사 창립자인 그를 기리는 의미로 마세라티 캄신과 피아트 X1/9가 출시되었다. 피아트 128의 섀시를 기반으로 하지만 미드 리어 엔진 레이아웃을 갖춘 X1/9는 1972년부터 1988년까지 생산되었으며, 16만 대가 제조되었다. 또한 베르토네는 볼보에서 264 TE를 개발하기 시작했다. 볼보 262C는 1977년 제네바 모터쇼에서 선보였다. 1980년대 초부터 피아트 리트모 카브리오와 피아트 X1/9가 베르토네의 브랜드로 직접 생산되어 판매되었다. 1982년에는 마르첼로 간디니가 디자인한 시트로엥 BX가 출시됐다. 1986년에 제너럴 모터스 유럽과 체결한 새로운 상업 계약에 따라 카데트 카브리오의 생산은 베르토네로 이관되었다. 1993년에는 오펠 아스트라 카브리오와 피아트 푼토 카브리오가 생산되기 시작했다. 그로부터 1년 후인 1994년에 베르토네는 Zero Emission Record(ZER)를 발표했으며 ISO 9001 품질 인증을 받았다.

### 2000년대 ~ 현재

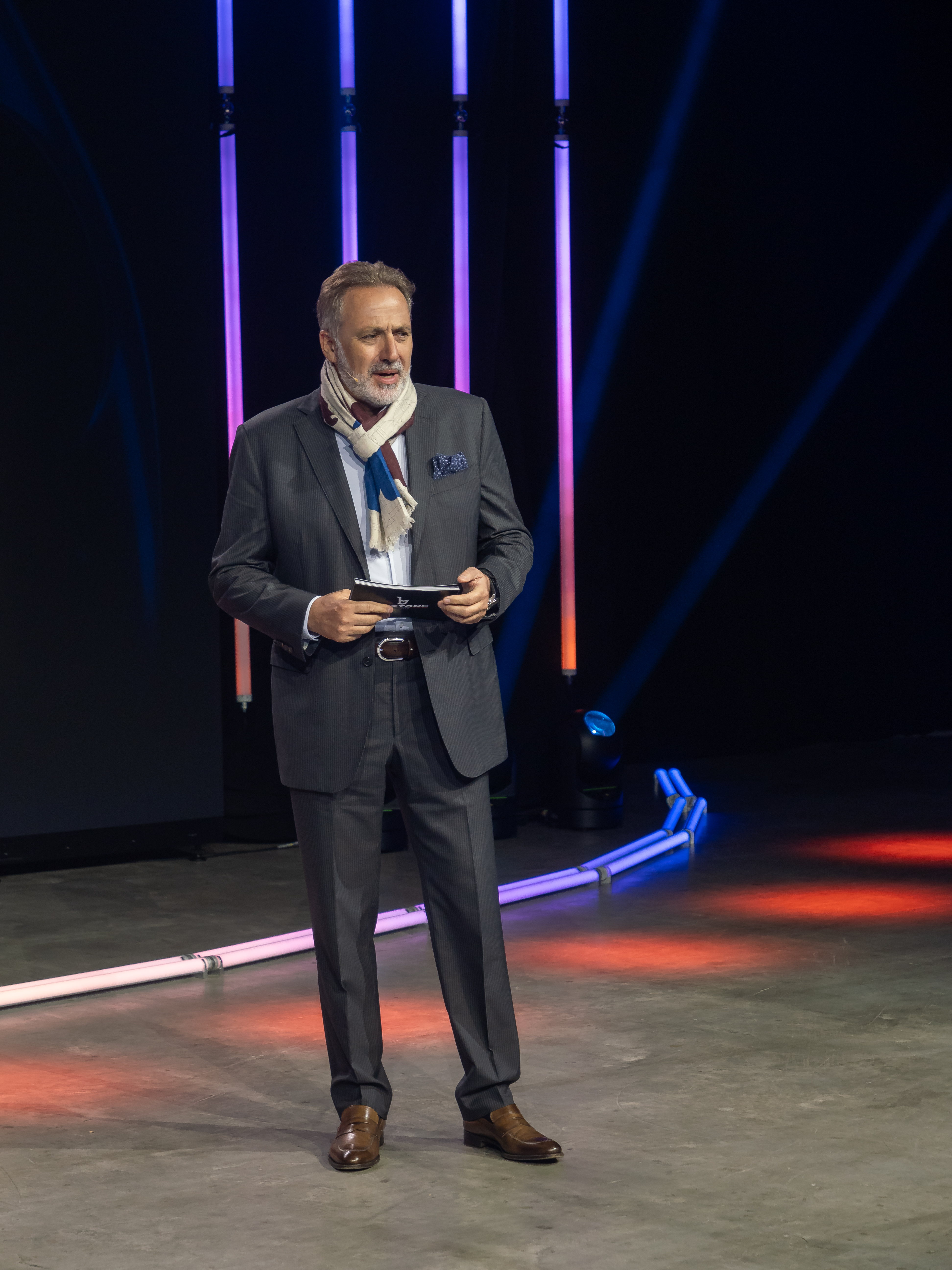
장프랑크 리치, 2024 취리히 모터쇼

2009년까지 재정 상황이 악화되면서 베르토네는 그룰리아스코 공장을 피아트에 매각했다. 베르토네는 대대적인 구조조정 과정을 거쳤다. 그때쯤 베르토네의 직원은 대략 300명으로 줄어들었는데, 대부분이 엔지니어와 디자이너였다. 재정 상황이 지속되자 베르토네는 2011년에 일부 컨셉트카를 매각하게 되었다. 2014년 3월 18일, 재정적 어려움으로 인해 거래를 중단한 베르토네는 4월 말까지 적합한 매수자를 찾지 못하면 파산을 선언할 것이라고 확인했다.
2013년 5월, 베르토네 첸토(Bertone Cento)는 베르토네 디자인(Bertone Design)에 브랜드 라이선스권을 부여했다. 또한 베르토네는 시트로엥과 파트너십을 맺었지만 2013년 베르토네 디자인이 이름을 인수한 이후로 자동차 프로토타입이나 시리즈는 더이상 제작되지 않았다.

2016년 6월, 베르토네 브랜드는 엔지니어링 회사인 AKKA 테크놀로지스에  260만 유로 이상의 가격으로 인수되었다. 그러나 베르토네 브랜드 사용권은 자동차 분야에서 사용할 권한이 없는 베르토네 디자인과 공유되었다. 2018년 11월부터 AKKA 테크놀로지스는 전기 자동차 부문에서 베르토네 브랜드를 사용할 수 있는 라이선스를 Flymove Holding Limited UK에 판매했으며, Flymove Holding Limited UK는 2019년 5월에 모든 애플리케이션 및 산업 부문에 대한 최종 구매를 진행했다. 이후 카를로스 아로요 투론(전 베르토네 디자이너)이 디자인하고 배터리 교환 시스템을 사용하는 새로운 전기 자동차 모델을 선보이며 베르토네를 재개했다.

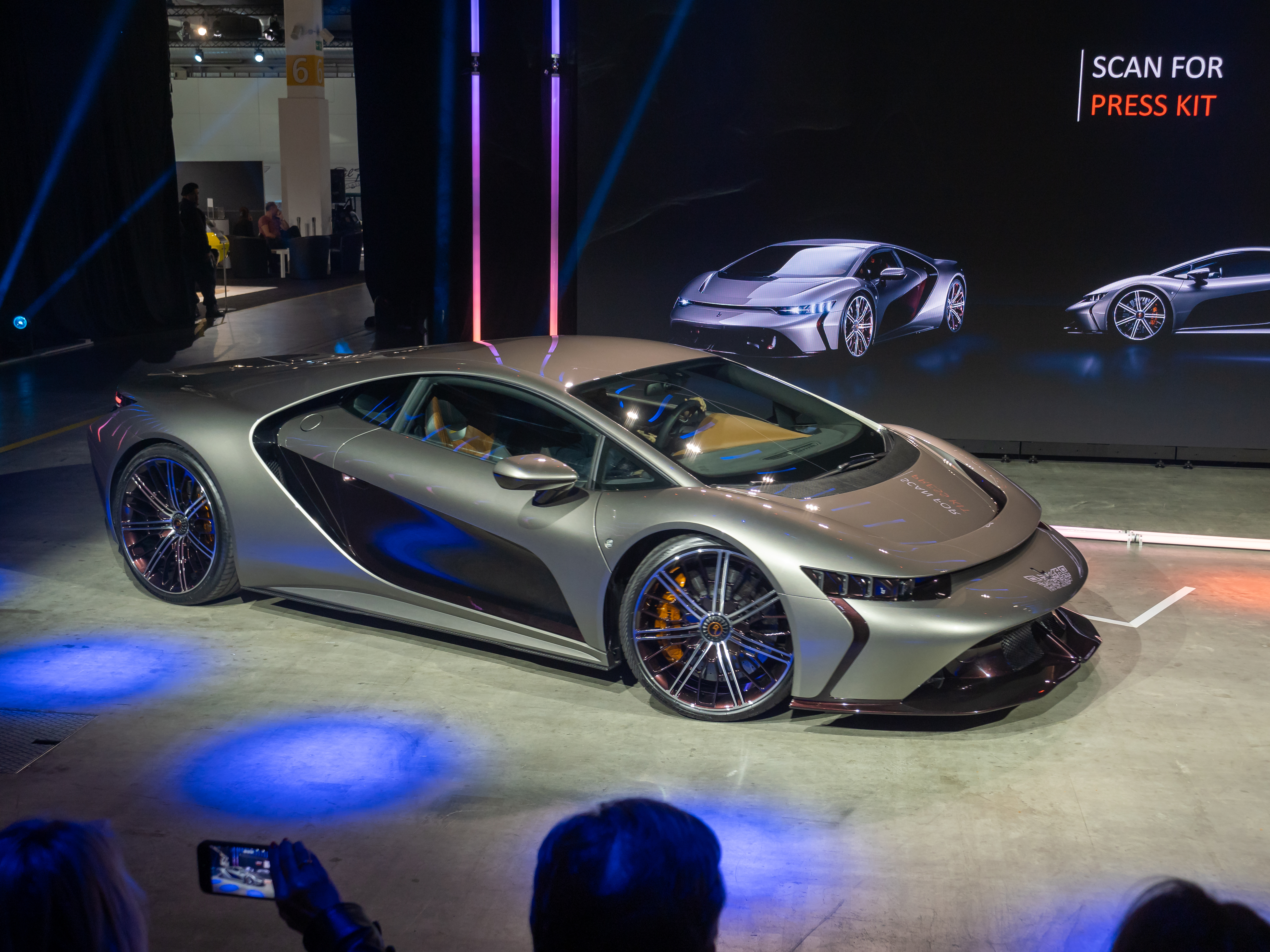
2024년 11월 취리히 모터쇼에서 베르토네 GB110

AKKA 테크놀로지스 그룹은 이후 베르토네 브랜드를 마우로와 장프랑크 리치 형제가 소유한 회사인 Ideactive에 매각했다. 2022년, 리치 형제는 베르토네 브랜드를 부활시켰다. 한정판 차량 시리즈의 첫 번째 모델인 GB110은 2022년 12월에 출시되었다. 2024년 6월, 베르토네 GB110은 탑 마르케스 모나코(Top Marques Monaco)에서 공개되었다.

## 디자인 및 생산 차량

### 승용차 디자인
| 모델                                    | 연도 | 사진 |
| --------------------------------------- | ---- | ---- |
| 아바르트 1500 비포스토                  | 1952 |      |
| 아바르트 OT 1000 스파이더               | 1965 |      |
| 알파 로메오 2000 스포르티바             | 1954 |      |
| 알파 로메오 B.A.T. 11                   | 2008 |      |
| 알파 로메오 B.A.T. 5                    | 1953 |      |
| 알파 로메오 B.A.T. 7                    | 1954 |      |
| 알파 로메오 B.A.T. 9                    | 1955 |      |
| 알파 로메오 벨라                        | 1999 |      |
| 알파 로메오 캥거루                      | 1964 |      |
| 알파 로메오 카라보                      | 1968 |      |
| 알파 로메오 델피노                      | 1983 |      |
| 알파 로메오 몬트리올                    | 1967 |      |
| 알파 로메오 나바호                      | 1976 |      |
| 알파 로메오 판디온                      | 2010 |      |
| 알파 로메오 스포르투트                  | 1997 |      |
| Aston Martin DB4 GT Jet                 | 1961 |      |
| Aston Martin Rapide Jet 2+2             | 2013 |      |
| Aston Martin Vanquish Jet 2             | 2004 |      |
| Autobianchi A112 Runabout               | 1969 |      |
| Bertone Birusa                          | 2003 |      |
| Bertone Blitz                           | 1992 |      |
| Bertone Cadillac Villa                  | 2005 |      |
| Bertone Fiat Barchetta                  | 2007 |      |
| Bertone Mantide                         | 2009 |      |
| Bertone Nuccio                          | 2012 |      |
| Bertone Porsche Karisma                 | 1994 |      |
| 베르토네 포르쉐 911(996)                | 1992 |      |
| 베르토네 포르쉐 911 2.0 로드스터        | 1966 |      |
| 베르토네 포르쉐 박스터(986)             | 1992 |      |
| 베르토네 픽스터                         | 1998 |      |
| 베르토네 슬림                           | 2000 |      |
| Bertone Suagnà                          | 2006 |      |
| Bertone BMW Spicup                      | 1969 |      |
| Bertone BMW Garmisch 2200Ti             | 1970 |      |
| Bertone BMW Younique                    | 2006 |      |
| Chevrolet Testudo                       | 1963 |      |
| Chevrolet Nivola                        | 1990 |      |
| Chevrolet Ramarro                       | 1984 |      |
| Citroën GS Camargue                     | 1972 |      |
| Citroën Zabrus                          | 1986 |      |
| 페라리 250 GT SWB 베를리네타 스페치알레 | 1959 |      |
| 페라리 250 GT SWB 베를리네타 스페치알레 | 1962 |      |
| 페라리 레인보우                         | 1976 |      |
| 피아트 125 Executive                    | 1967 |      |
| 피아트 127 Village                      | 1974 |      |
| 피아트 128 쿠페                         | 1969 |      |
| Fiat Cinquecento Rush                   | 1992 |      |
| 피아트 푼토 레이서                      | 1994 |      |
| 피아트 브라보 Enduro                    | 1996 |      |
| 포드 머스탱 베르토네                    | 1965 |      |
| Innocenti 186 GT                        | 1964 |      |
| Jaguar Ascot                            | 1977 |      |
| 재규어 B99                              | 2011 |      |
| Jaguar FT Coupé                         | 1966 |      |
| 재규어 피라냐                           | 1967 |      |
| 람보르기니 아톤                         | 1980 |      |
| 람보르기니 브라보                       | 1974 |      |
| 람보르기니 제네시스                     | 1988 |      |
| 람보르기니 마르잘                       | 1967 |      |
| Lancia Kayak                            | 1994 |      |
| Lancia Sibilo                           | 1978 |      |
| Lancia Stratos Zero                     | 1970 |      |
| Lancia Stratos HF prototype             | 1971 |      |
| Lotus Emotion                           | 1991 |      |
| 마세라티 5000 GT 베르토네               | 1961 |      |
| 마쓰다 MX-81                            | 1981 |      |
| NSU Trapeze                             | 1973 |      |
| 오펠 필로                               | 2001 |      |
| Opel Slalom                             | 1996 |      |
| Saab Novanta                            | 2002 |      |
| 스즈키 Go                               | 1972 |      |
| 볼보 툰드라                             | 1979 |      |

| 모델                                            | 연도 | 사진 |
| ----------------------------------------------- | ---- | ---- |
| Abarth 1000 GT Coupé                            | 1958 |      |
| Alfa Romeo 1900 Sport Spider                    | 1954 |      |
| Alfa Romeo 2000/2600 Sprint                     | 1960 |      |
| Alfa Romeo 90                                   | 1984 |      |
| Alfa Romeo Giulia Sprint GT Veloce              | 1967 |      |
| Alfa Romeo Giulietta Sprint                     | 1954 |      |
| 알파 로메오 줄리에타/줄리아 스프린트 스페치알레 | 1960 |      |
| Alfa Romeo GT                                   | 2003 |      |
| Alfa Romeo Montreal                             | 1970 |      |
| Arnolt-Aston Martin DB2/4 Spider                | 1954 |      |
| Arnolt-Bristol                                  | 1955 |      |
| Arnolt-MG                                       | 1953 |      |
| ASA 1000 GT                                     | 1962 |      |
| Bertone Freeclimber                             | 1989 |      |
| Bertone GB110                                   | 2023 |      |
| BMW 3200 CS                                     | 1962 |      |
| Changhe Ideal                                   | 2003 |      |
| Chery A1                                        | 2008 |      |
| Chevrolet Niva (restyling)                      | 2009 |      |
| Citroën BX                                      | 1982 |      |
| Citroën Xantia                                  | 1993 |      |
| Citroën XM                                      | 1989 |      |
| 시트로엥 ZX                                     | 1991 |      |
| 대우 에스페로                                   | 1990 |      |
| Ferrari 208/308 GT4                             | 1974 |      |
| Fiat 1100 TV                                    | 1953 |      |
| Fiat 131 Abarth                                 | 1976 |      |
| Fiat 850 Spider                                 | 1965 |      |
| Fiat 8V Spider                                  | 1953 |      |
| Fiat Dino Coupé                                 | 1967 |      |
| Fiat X1/9 Bertone X1/9                          | 1972 |      |
| Fiat Ritmo Cabrio                               | 1978 |      |
| Fiat Panda Mk3 (169; 2003)                      | 2003 |      |
| Innocenti Mini                                  | 1974 |      |
| Iso Grifo                                       | 1965 |      |
| Iso Lele                                        | 1969 |      |
| Iso Rivolta IR                                  | 1962 |      |
| Lamborghini Countach                            | 1971 |      |
| Lamborghini Espada                              | 1968 |      |
| Lamborghini Jalpa                               | 1981 |      |
| Lamborghini Jarama                              | 1970 |      |
| Lamborghini Miura                               | 1967 |      |
| Lamborghini Silhouette                          | 1976 |      |
| Lamborghini Urraco                              | 1970 |      |
| Lancia Stratos HF                               | 1972 |      |
| Gordon-Keeble                                   | 1960 |      |
| Maserati Khamsin                                | 1972 |      |
| Maserati Quattroporte II                        | 1974 |      |
| Mazda Luce                                      | 1965 |      |
| Mercedes Benz W126 Limousine                    | 1981 |      |
| NSU Spider                                      | 1960 |      |
| Sport Prinz                                     | 1959 |      |
| Opel Astra F Cabrio                             | 1994 |      |
| Opel Astra G Cabrio                             | 2001 |      |
| Opel Astra G Coupé                              | 2001 |      |
| Opel Kadett E Cabrio                            | 1987 |      |
| Riich G5                                        | 2009 |      |
| Simca 1000 Coupé                                | 1962 |      |
| Simca 1200 S Coupé                              | 1967 |      |
| Škoda Favorit                                   | 1987 |      |
| Stanguellini 1100 Berlinetta                    | 1953 |      |
| Volvo 780                                       | 1985 |      |

### 오토바이 디자인

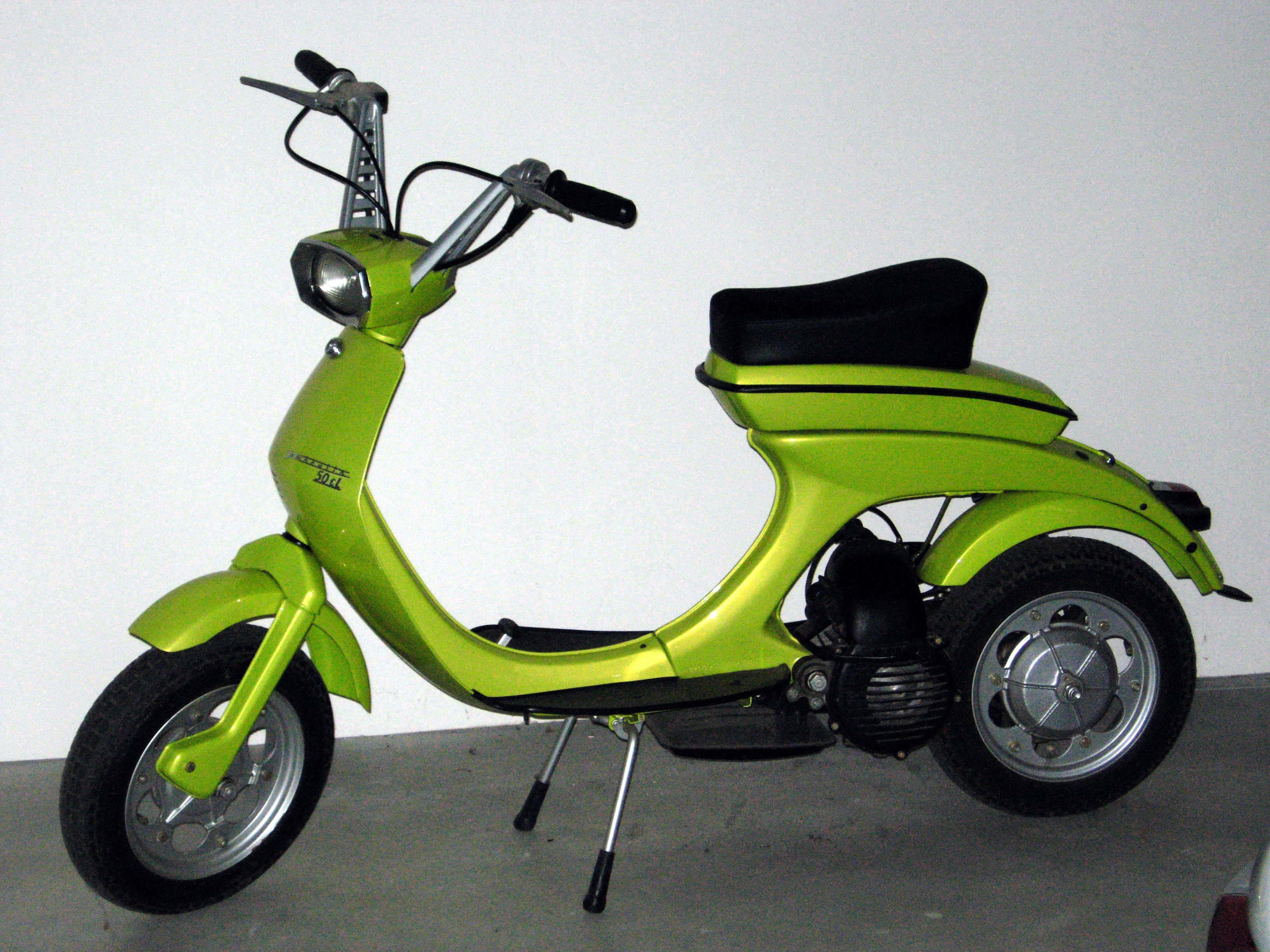
람브레타 루나 레인지

- 람브레타 루나 레인지: Lui/Vega/Cometa (1968)
- 람브레타 GP/DL (1969)

## 참고 문헌
- AutoCar (2007년 11월 26일) "베르토네가 위기에 처했다"
- Automotive World (2007년 11월 27일) "카로체리아 베르토네가 파산 보호 신청을 보관됨 2009-01-29 - 웨이백 머신 하다."   에 보관됨 1월 29, 2009 - 웨이백 머신.
- AutoWeek (2008년 1월 2일) "베르토네의 새로운 백마 탄 왕자 등장"